# 吕珍
吕珍（？—？），元朝末年張士誠大將。
至正十三年（1353年）正月，张士诚與弟士義、士德、士信，及潘元明、李伯升、吕珍等十八人在泰州白驹场（今江蘇大豐西南白駒）起义。至正二十三年（1363年）二月，張士誠遣將呂珍圍攻安豐（今安徽省壽縣），殺劉福通。韓林兒為朱元璋遣徐達、常遇春救出。後為常遇春所敗，被殺。